# Майк Галакос
Майк Галакос (грец. Μάικ Γαλάκος, нар. 23 листопада 1951) — грецький футболіст, що грав на позиції нападника, зокрема за «Олімпіакос», «Панатінаїкос», а також за національну збірну Греції. Згодом — тренер.

## Клубна кар'єра
У дорослому футболі дебютував 1972 року виступами у ФРН за «Фортуну» (Дюссельдорф).
За рік повернувся на батьківщину, приєднавшись до пірейського «Олімпіакоса». Відіграв за цей клуб наступні вісім сезонів своєї ігрової кар'єри. Більшість часу, проведеного у складі «Олімпіакоса», був основним гравцем атакувальної ланки команди і одним із її головних бомбардирів, маючи середню результативність на рівні 0,35 гола за гру першості. За цей час чотири рази виборював титул чемпіона Греції, двічі ставав володарем Кубка Греції.
1981 року перейшов до лав іншого грецького гранда, «Панатінаїкоса», в якому провів заключині 5 сезонів ігрової кар'єри. Завершив професійну кар'єру футболіста у 1986 році, додавши до свої здобутків ще два титули чемпіона Греції.

## Виступи за збірну
1976 року дебютував в офіційних матчах у складі національної збірної Греції.
У складі збірної був учасником її першого великого міжнародного турніру — чемпіонату Європи 1980 року в Італії, де виходив на поле в усіх трьох іграх групового етапу, який грекам подолати не вдалося.
Загалом протягом кар'єри в національній команді, яка тривала 7 років, провів у її формі 30 матчів, забивши 5 голів.

## Кар'єра тренера
По завершенні ігрової кар'єри перебував на тренерській роботі, працюючи в структурі «Панатінаїкоса». У жовтні 1996 року протягом п'яти днів виконував обов'язки головного тренера основної команди клубу, яка під його керівництвом взяла участь в одній грі, в якій із рахунком 4:1 здолала «Едессайкос».

## Титули і досягнення
- Чемпіон Греції (6):

«Олімпіакос»: 1973-1974, 1974-1975, 1979-1980, 1980-1981
«Панатінаїкос»: 1983-1984, 1985-1986
- Володар Кубка Греції (4):

«Олімпіакос»: 1974-1975, 1980-1981
«Панатінаїкос»: 1983-1984, 1985-1986
- Володар Суперкубка Греції (1):

«Олімпіакос»: 1980